# Reitoca
Reitoca est une municipalité du Honduras, située dans le département de Francisco Morazán. Elle est fondée en 1600. La municipalité de Reitoca comprend 10 villages et 123 hameaux.

## Couvert forestier
De 2001 à 2023, Reitoca a perdu 853 ha de couvert végétal, ce qui équivaut à une diminution de 7.4 % du couvert végétal depuis 2000, et à 315 kt d'émissions de CO₂e.

## Source de la traduction
- (en) Cet article est partiellement ou en totalité issu de l’article de Wikipédia en anglais intitulé « Reitoca » (voir la liste des auteurs).